# Jan Myszkowski (kasztelan oświęcimski)
Jan Myszkowski herbu Jastrzębiec (ur. ok. 1445, zm. 1527) – kasztelan oświęcimski.

## Życiorys
Pochodził z zasłużonego polskiego rodu szlacheckiego. Ojciec jego Mikołaj (zm. 1482) pochodził z Przyciszowa był dziedzicem Bąkowa i Lgoty. Do rodzeństwa należeli: Mikołaj (zwany młodszym) (zm. 1487), Piotr (zm. 1505), hetman polny koronny, kasztelan oświęcimski, wieluński, rozpirowski i sądecki, marszałek dworu królewskiego i wojewoda bełski i łęczycki; Paweł (zm. 1513). Poślubił Magdalenę Bloch z Bestwiny, córkę Jana Blocha z Bestwiny (1425-1481), kasztelana oświęcimskiego. Z małżeństwa urodziło się sześcioro dzieci: 
- Mikołaj (ur. 1482), student Akademii Krakowskiej, magister nauk wyzwolonych;
- Leonard (1482-1529), pisarz królewski, pleban w Rudawie koło Krakowa;
- Anna, żona Stanisława Lipnickiego
- Marusza, żona Mazańcowskiego;
- Jadwiga, późniejsza żona Mikołaja Smiotonka;
- Zofia, późniejsza żona Piotra Palczowskiego, wojskiego chełmińskiego, następnie Jakuba Palczowskiego (1486-1556), sędziego ziemskiego zatorskiego.

W swych dobrach majątkowych posiadał Bestwinę, Żebracza, Kiezierowice oraz Czechowice. Urząd kasztelana oświęcimskiego sprawował od 1494 roku.